# Polystichum kwakiutlii
Polystichum kwakiutlii là một loài dương xỉ trong họ Dryopteridaceae. Loài này được D.H. Wagner mô tả khoa học đầu tiên năm 1990.